# فردریک دابلیو. برت
فردریک دابلیو. برت (انگلیسی: Frederick W. Barrett; ۲۰ ژوئن ۱۸۷۵ – ۷ نوامبر ۱۹۴۹) چوگان‌باز اهل بریتانیا بود.